# Lorenzo Bosisio
Lorenzo Bosisio (Marmirolo, 24 de septiembre de 1944) es un deportista italiano que compitió en ciclismo en las modalidades de pista, especialista en las pruebas de persecución, y ruta.
Participó en los Juegos Olímpicos de México 1968, obteniendo una medalla de bronce en la prueba de persecución por equipos (junto con Cipriano Chemello, Luigi Roncaglia y Giorgio Morbiato). Ganó tres medallas en el Campeonato Mundial de Ciclismo en Pista, en los años 1968 y 1970.
En carretera su mayo éxito fue la medalla de bronce en el Campeonato Mundial de Ciclismo en Ruta de 1967, en la contrarreloj por equipos.

## Medallero internacional

### Ciclismo en pista
| Juegos Olímpicos   | Juegos Olímpicos          | Juegos Olímpicos  | Juegos Olímpicos            |
| Año                | Lugar                     | Medalla           | Competición                 |
| ------------------ | ------------------------- | ----------------- | --------------------------- |
| 1968               | Ciudad de México (México) | Medalla de bronce | Persecución por equipos     |
| Campeonato Mundial |                           |                   |                             |
| Año                | Lugar                     | Medalla           | Competición                 |
| 1968               | Montevideo (Uruguay)      | Medalla de oro    | Persecución por equipos (A) |
| 1968               | Montevideo (Uruguay)      | Medalla de bronce | Persecución individual (A)  |
| 1970               | Leicester (Reino Unido)   | Medalla de plata  | Persecución individual (P)  |

### Ciclismo en ruta
| Campeonato Mundial | Campeonato Mundial     | Campeonato Mundial | Campeonato Mundial       |
| Año                | Lugar                  | Medalla            | Competición              |
| ------------------ | ---------------------- | ------------------ | ------------------------ |
| 1967               | Heerlen (Países Bajos) | Medalla de bronce  | Contrarreloj por equipos |